# Клайънт
„Клайънт“ (на английски: Client) е британска футуристична електроклаш група от Родъръм, Англия.
Групата е най-популярна в Германия, където има най-голям успех, но е имала турнета в Европа и Азия. Момичетата от Клайънт комбинират униформите на стюардесите от скандинавските авиолинии с изтънчеността на модерната жена, добавяйки към тази визия и силна електроника чрез която създават звук, напомнящ зората на електронната музика в лицето на ню-уейва. Униформите им са тяхната запазена марка.

## История
Първоначално членовете, създали групата, запазват пълна анонимност представяйки се като Client A и Client B. Те отказват всякакви публични снимки (особено на лицата им). По-късно става ясно, че това са Кейти Холмс, бивш член на Frazier Chorus и Technique, и Сара Блекуд, вокалистката на Dubstar. В края на 2005 към групата се присъединява Client E. Впоследствие се оказва, че това е Емили Ман, участничка в телевизионното риалити шоуто на канал Five Make Me A Supermodel, художник и активен DJ с името Емили Стрейндж. В края на 2007 Client E напуска групата.
Client е първият музикален проект, който подписва договор със звукозаписната компания на Анди Флечър (кийбордист на Депеш Мод) Toast Hawaii. Били са на турне с различни популярни ню уейв групи и често са определяни като комбинация между комерсиалността на Пет Шоп Бойс и нестандартността на The Human League.
Групата е работила с няколко доста популярни музиканти и режисьори. Видеото към сингъла „Pornography“ е режисирано от френския режисьор Жами Делиеш, от видео компанията Шмууз. В сингъла участва като гост вокал бившият вокал на The Libertines и настоящит фронтмен на Dirty Pretty Things Карл Барат. В песента „Down to the Underground“ участва Пийт Дохърти, също бивш член на The Libertines и настоящ вокалист на Babyshambels. В „Overdrive“ участва китариста на Депеш Мод Мартин Гор. Тим Бърджис от The Charlatans е гост вокал в песента „Where's the Rock and Roll Gone“. Client имат колаборации с Moonbotica и Replica и имат дуетна песен „Suicide Sister“ с Дъглас МакКарти от Nitzer Ebb.
Октомври 2006 групата напуска лейбъла Toast Hawaii и започва да се самоиздава през лейбъла Loser Friendly.

## Музика

### Албуми
Client (2003)
1. Client
2. Rock and Roll Machine
3. Price of Love
4. Happy
5. Diary of an 18 Year Old Boy
6. Civilian
7. Here and Now
8. Sugar Candy Kisses
9. Pills
10. Leipzig
11. Love All Night
12. Civilian Part II (hidden track)

City (2004)
1. Radio
2. Come On
3. Overdrive
4. One Day at a Time
5. Cracked
6. In It for the Money
7. Pornography
8. Down to the Underground
9. The Chill of October
10. Theme
11. „Don’t Call Me Baby“
12. „It’s Rock and Roll“
13. Everything Must End

Heartland (2007)
1. Heartland (4:26)
2. Drive (3:58)
3. Lights Go Out (4:12)
4. „It's Not Over“ (3:36)
5. Zerox Machine (4:08)
6. Someone To Hurt (4:31)
7. 6 In The Morning (4:32)
8. „Where's The Rock And Roll Gone“ (3:45)
9. Koeln (2:25)
10. Monkey On My Back (4:13)
11. Get Your Man (2:50)
12. Heartland Reprise (1:11)

### Ремикс албуми
- „Going Down“ (2004)
- „Metropolis“ (2005)

### Сингли
- Price of Love (2003)
- Rock and Roll Machine (2003)
- Here and Now (2003)
- In It For The Money (2004)
- Radio (2004)
- Pornography (2005)
- Lights Go Out (2006)
- Zerox Machine (2007)
- Drive (2007)
- „It's Not Over“ (2007)